# Force athlétique aux Jeux paralympiques d'été de 2012
Navigation
Pékin 2008 Rio de Janeiro 2016
La compétition de force athlétique des Jeux paralympiques d'été de 2012 se déroule du 30 août 2012 au 5 septembre 2012 au Centre ExCeLde Londres. Au maximum 200 athlètes participent dans 20 épreuves.
Selon les règles de classification de la "International Powerlifting Federation" (IPF), les athlètes qui ne peuvent pas participer aux évènements d'haltérophilie classique en raison d'une déficience physique affectant les jambes ou les hanches sont considérées comme admissibles à participer aux événements d'haltérophilie  aux Jeux paralympiques.

## Compétitions

### Calendrier
|  | Jour de finale | 4 | Nombre de finales |

| Haltérophilie | Haltérophilie | Pictogramme Haltérophilie Handisport |  | 2 | 3 | 3 | 3 | 3 | 3 | 3 |  |  |  |  |

### Les épreuves
20 médailles d'or seront attribuées dans les catégories suivantes :
| - Moins de 48 kg hommes - Moins de 52 kg hommes - Moins de 56 kg hommes - Moins de 60 kg hommes - Moins de 67,5 kg hommes - Moins de 75 kg hommes - Moins de 82,5 kg hommes - Moins de 90 kg hommes - Moins de 100 kg hommes - Plus de 100 kg hommes |  | - Moins de 40 kg femmes - Moins de 44 kg femmes - Moins de 48 kg femmes - Moins de 52 kg femmes - Moins de 56 kg femmes - Moins de 60 kg femmes - Moins de 67,5 kg femmes - Moins de 75 kg femmes - Moins de 82,5 kg femmes - Plus de 82,5 kg femmes |

## Résultats

### Podiums masculins
| Épreuves         | Or                    | Argent                    | Bronze                       |
| ---------------- | --------------------- | ------------------------- | ---------------------------- |
| Moins de 48 kg   | Yakubu Adesokan (NGR) | Vladimir Balynetc (RUS)   | Taha Abdelmagid (EGY)        |
| Moins de 52 kg   | Qi Feng (CHN)         | Ikechukwu Obichukwu (NGR) | Vladimir Krivulya (RUS)      |
| Moins de 56 kg   | Sherif Othman (EGY)   | Anthony Ulonnam (NGR)     | Jian Wang (CHN)              |
| Moins de 60 kg   | Nader Moradi (IRI)    | Ifeanyi Nnajiofor (NGR)   | Quanxi Yang (CHN)            |
| Moins de 67,5 kg | Lei Liu (CHN)         | Roohallah Rostami (IRI)   | Shaaban Ibrahim (EGY)        |
| Moins de 75 kg   | Ali Hosseini (IRI)    | Mohamed Elelfat (EGY)     | Peng Hu (CHN)                |
| Moins de 82,5 kg | Majid Farzin (IRI)    | Xiao Fei Gu (CHN)         | Metwaly Mathana (EGY)        |
| Moins de 90 kg   | Hany Abdelhady (EGY)  | Huichao Cai (CHN)         | Pavlos Mamalos (GRE)         |
| Moins de 100 kg  | Mohamed Eldib (EGY)   | Dong Qi (CHN)             | Ali Sadeghzadehsalmani (IRI) |
| Plus de 100 kg   | Siamand Rahman (IRI)  | Faris Al-Ajeeli (IRQ)     | Keun Bae Chun (KOR)          |

### Podiums féminins
| Épreuves         | Or                     | Argent                       | Bronze                 |
| ---------------- | ---------------------- | ---------------------------- | ---------------------- |
| Moins de 40 kg   | Nazmiye Muslu (TUR)    | Zhe Cui (CHN)                | Zoe Newson (GBR)       |
| Moins de 44 kg   | Ivory Nwokorie (NGR)   | Çiğdem Dede (TUR)            | Lidiia Soloviova (UKR) |
| Moins de 48 kg   | Esther Oyema (NGR)     | Olesya Lafina (RUS)          | Shanshan Shi (CHN)     |
| Moins de 52 kg   | Joy Onaolapo (NGR)     | Tamara Podpalnaya (RUS)      | Xiao Cuijuan (CHN)     |
| Moins de 56 kg   | Fatma Omar (EGY)       | Lucy Ogechukwu Ejike (NGR)   | Ozlem Becerikli (TUR)  |
| Moins de 60 kg   | Amalia Pérez (MEX)     | Yan Yang (CHN)               | Amal Mahmoud (EGY)     |
| Moins de 67,5 kg | Souhad Ghazouani (FRA) | Tan Yujiao (CHN)             | Victoria Nneji (NGR)   |
| Moins de 75 kg   | Taoying Fu (CHN)       | Folashade Oluwafemiayo (NGR) | Lin Tzu-hui (TPE)      |
| Moins de 82,5 kg | Loveline Obiji (NGR)   | Randa Mahmoud (EGY)          | Yanmei Xu (CHN)        |
| Plus de 82,5 kg  | Grace Anozie (NGR)     | Heba Ahmed (EGY)             | Perla Barcenas (MEX)   |

### Tableau des médailles
| Rang  | Nation          | Or | Argent | Bronze | Total |
| ----- | --------------- | -- | ------ | ------ | ----- |
| 1     | Nigeria         | 6  | 5      | 1      | 12    |
| 2     | Égypte          | 4  | 3      | 4      | 11    |
| 3     | Iran            | 4  | 1      | 1      | 6     |
| 4     | Chine           | 3  | 6      | 6      | 15    |
| 5     | Turquie         | 1  | 1      | 1      | 3     |
| 6     | Mexique         | 1  | 0      | 1      | 2     |
| 7     | France          | 1  | 0      | 0      | 1     |
| 8     | Russie          | 0  | 3      | 1      | 4     |
| 9     | Irak            | 0  | 1      | 0      | 1     |
| 9     | Grande-Bretagne | 0  | 0      | 1      | 1     |
| 9     | Grèce           | 0  | 0      | 1      | 1     |
| 9     | Corée du Sud    | 0  | 0      | 1      | 1     |
| 9     | Taipei chinois  | 0  | 0      | 1      | 1     |
| 9     | Ukraine         | 0  | 0      | 1      | 1     |
| Total | Total           | 17 | 17     | 17     | 51    |